# 野生児ピーター

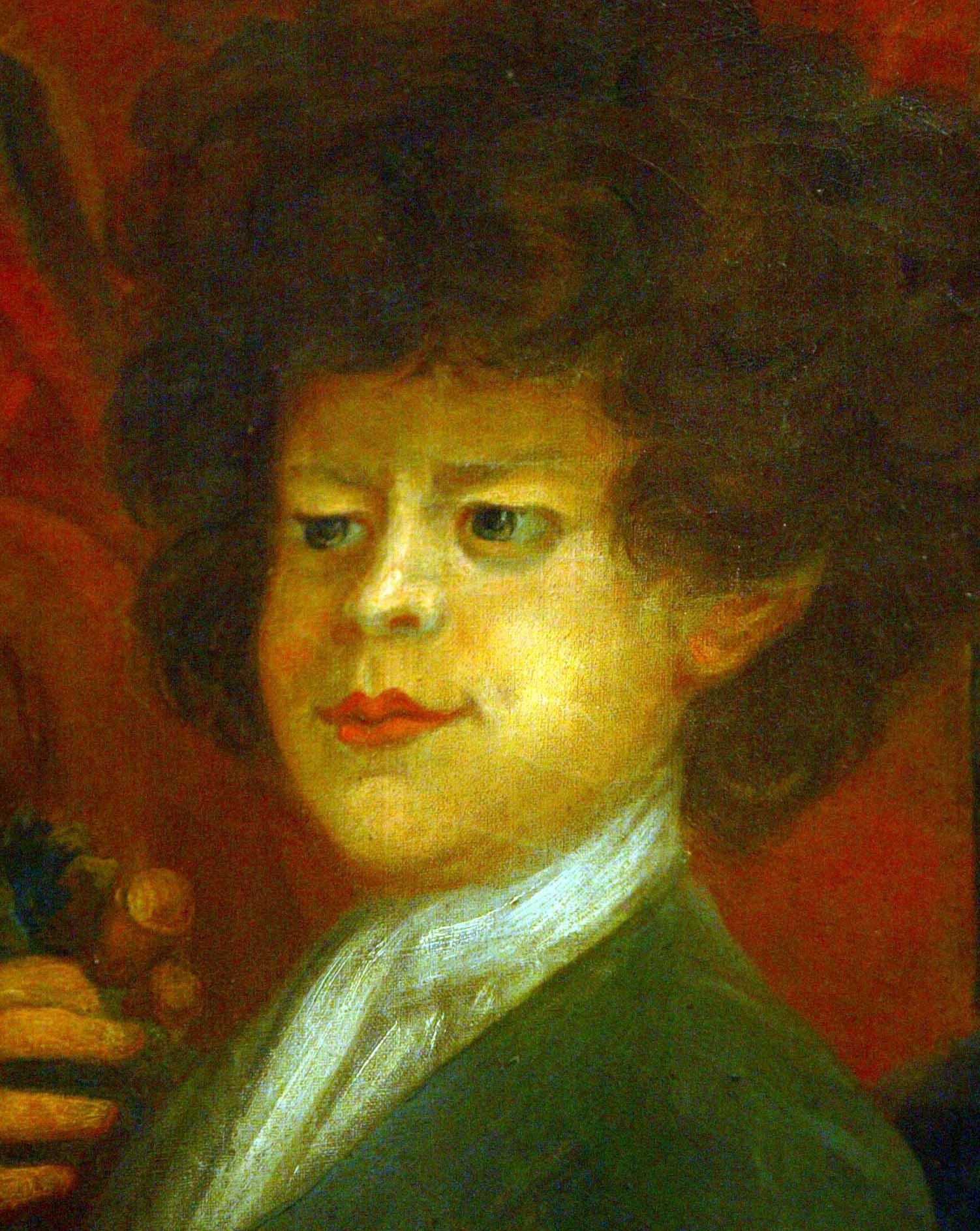
野生児ピーター

野生児ピーター（英: Peter the Wild Boy, 独: Wilder Peter von Hameln、? - 1785年2月22日）は、1725年の春、ドイツのハーメルン付近の森で発見された男児。後にジョージ1世により英国に招かれ、教育を受けたがほとんど言葉を話すことが出来なかった。スウィフトの小説のモデルともなった。

## 生涯
発見された当時、彼はおよそ12歳で、裸で動物のように四つんばいになって歩いていた。人が近づくと奇声をあげて木々の間を逃げ去った。草と葉を食べて生きていたとされている。発見された当時「裸の、褐色がかった、黒い髪の生きもの」と報告された。
ピーターの生い立ちに興味を抱いたジョージ1世によってイギリスに連れてこられた。ピーターは正装をさせられて王宮の会食のテーブルについたが、マナーを理解できなかったため、大騒ぎとなった。彼はパン以外、野菜、果物、生肉を大量に食したと記録されている。
1726年春、森へ逃げ込み騒ぎを起こしている。彼が連れ戻された時、王太子妃キャロラインの近くで暮らすことを望み、彼女のはからいで、王室のペットとして、彼女のウエストエンドの別荘で暮らすことが許される。ピーターは毎朝スーツを着込む事には熱心だったが、夜は床に丸まって寝たとされている。
ピーターに関する興味と憶測はロンドン中を騒がせ、懐疑的なジョナサン・スウィフトによって風刺とからかいの対象となった。彼の肖像画の入ったポスターは今も残っている。

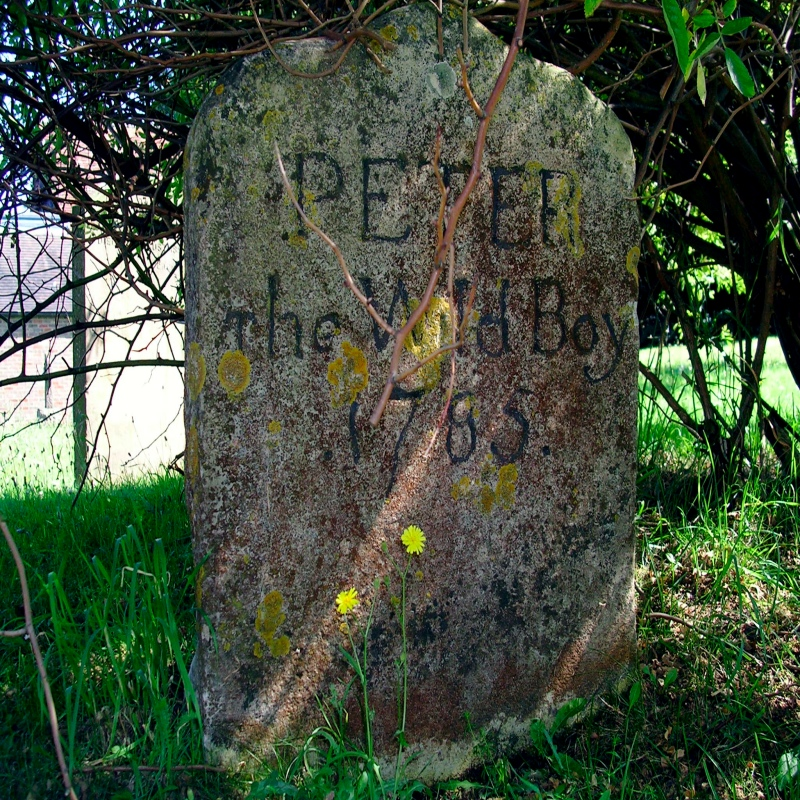
野生児ピーターの墓

ピーターに対する教育は目立った成果がなく、言葉もほとんど話せなかったとされている。1728年にはキャロライン妃の別荘を離れ、ハートフォードシャーのノースチャーチにある農家に移り住むこととなり、ピーターは農家の手伝いをして暮らした。生活費として王家から年35ポンドが生涯の間、支給されつづけた。
ピーターはジンと音楽を好み、疲れるまで奇妙なダンスに熱中したとされる。そしてあちらこちら徘徊し、何度も不審者として逮捕されてしまうため、ついに名前と住所入りの頑丈な革の首輪がつけられてしまった。
ピーターは1785年2月22日に亡くなった。推定70歳没。その墓はノースチャーチにあるセントメリーズ教会の入り口に現存している。

## 研究
ピーターが森で生き抜いた期間はおよそ1年間であろうと推測されている。 その後の研究で、ピーターの行動が軽度の自閉症と父親から受けたネグレクト及びその後、森で獲得した習慣の複合であろうと考えられている。